# Saint-Félix-de-Villadeix
Pour les articles homonymes, voir Saint-Félix.
Saint-Félix-de-Villadeix est une commune française située dans le département de la Dordogne, en région Nouvelle-Aquitaine.

## Géographie

### Généralités
Baignée par le Caudeau au nord et son affluent la Louyre au sud, la commune est située 10 kilomètres au nord-nord-ouest de Lalinde et 18 kilomètres à l'est-nord-est de Bergerac. Elle est desservie par la route départementale 37.
De 2003 à 2012, c'était le siège social de la communauté de communes Entre Dordogne et Louyre.

### Communes limitrophes
Saint-Félix-de-Villadeix est limitrophe de six autres communes. Au sud, son territoire est distant d'environ 600 mètres de celui de Cause-de-Clérans.
| Clermont-de-Beauregard     | Fouleix                  | Val de Louyre et Caudeau |
| Saint-Georges-de-Montclard | Saint-Félix-de-Villadeix |                          |
| Liorac-sur-Louyre          |                          | Saint-Marcel-du-Périgord |

### Géologie et relief

#### Géologie
Situé sur la plaque nord du Bassin aquitain et bordé à son extrémité nord-est par une frange du Massif central, le département de la Dordogne présente une grande diversité géologique. Les terrains sont disposés en profondeur en strates régulières, témoins d'une sédimentation sur cette ancienne plate-forme marine. Le département peut ainsi être découpé sur le plan géologique en quatre gradins différenciés selon leur âge géologique. Saint-Félix-de-Villadeix est située dans le troisième gradin à partir du nord-est, un plateau formé de calcaires hétérogènes du Crétacé.
Les couches affleurantes sur le territoire communal sont constituées de formations superficielles du Quaternaire datant du Cénozoïque et de roches sédimentaires du Mésozoïque. La formation la plus ancienne, notée c5c, date du Campanien 3, une alternance de marnes à glauconie et de calcaires crayo-marneux jaunâtres. La formation la plus récente, notée CFvs, fait partie des formations superficielles de type colluvions carbonatées de vallons secs : sable limoneux à débris calcaires et argile sableuse à débris. Le descriptif de ces couches est détaillé dans  la feuille « no 806 - Bergerac » de la carte géologique au 1/50 000 de la France métropolitaine, et sa notice associée.

Carte géologique de Saint-Félix-de-Villadeix.

#### Relief et paysages
Le département de la Dordogne se présente comme un vaste plateau incliné du nord-est (491 m, à la forêt de Vieillecour dans le Nontronnais, à Saint-Pierre-de-Frugie) au sud-ouest (2 m à Lamothe-Montravel). L'altitude du territoire communal varie quant à elle entre 80 mètres et 210 mètres,.
Dans le cadre de la Convention européenne du paysage entrée en vigueur en France le 1er juillet 2006, renforcée par la loi du 8 août 2016 pour la reconquête de la biodiversité, de la nature et des paysages, un atlas des paysages de la Dordogne a été élaboré sous maîtrise d’ouvrage de l’État et publié en octobre 2020. Les paysages du département s'organisent en huit unités paysagères,. La commune fait partie du Périgord central, un paysage vallonné, aux horizons limités par de nombreux bois, plus ou moins denses, parsemés de prairies et de petits champs.
La superficie cadastrale de la commune publiée par l'Insee, qui sert de référence dans toutes les statistiques, est de 16,88 km2,,. La superficie géographique, issue de la BD Topo, composante du Référentiel à grande échelle produit par l'IGN, est quant à elle de 16,8 km2.

### Hydrographie

#### Réseau hydrographique
La commune est située dans le bassin de la Dordogne au sein du Bassin Adour-Garonne. Elle est drainée par la Louyre, le Caudeau, le ruisseau de Barbeyrol, la Ruchelle, et par un petit cours d'eau, qui constituent un réseau hydrographique de 13 km de longueur totale,.
Le Caudeau, d'une longueur totale de 38,47 km, prend sa source dans la commune de Veyrines-de-Vergt et se jette dans la Dordogne en rive droite à Bergerac, juste en aval du barrage de Bergerac. Il borde la commune au nord sur deux kilomètres et demi, face à Val de Louyre et Caudeau et Fouleix.
Son affluent de rive gauche la Ruchelle sert de limite naturelle au nord-est sur un kilomètre et demi, face à Clermont-de-Beauregard.
La Louyre, d'une longueur totale de 25,51 km, prend sa source dans la commune de Val de Louyre et Caudeau (territoire de l'ancienne commune de Cendrieux) et se jette dans le Caudeau en rive gauche sur la commune de Lamonzie-Montastruc. Elle traverse la commune d'est en ouest sur quatre kilomètres dont 500 mètres en limite de Liorac-sur-Louyre.
Affluent de rive gauche de la Louyre, le ruisseau de Barbeyrol marque la limite territoriale au sud sur plus de deux kilomètres et demi, face à Saint-Marcel-du-Périgord.

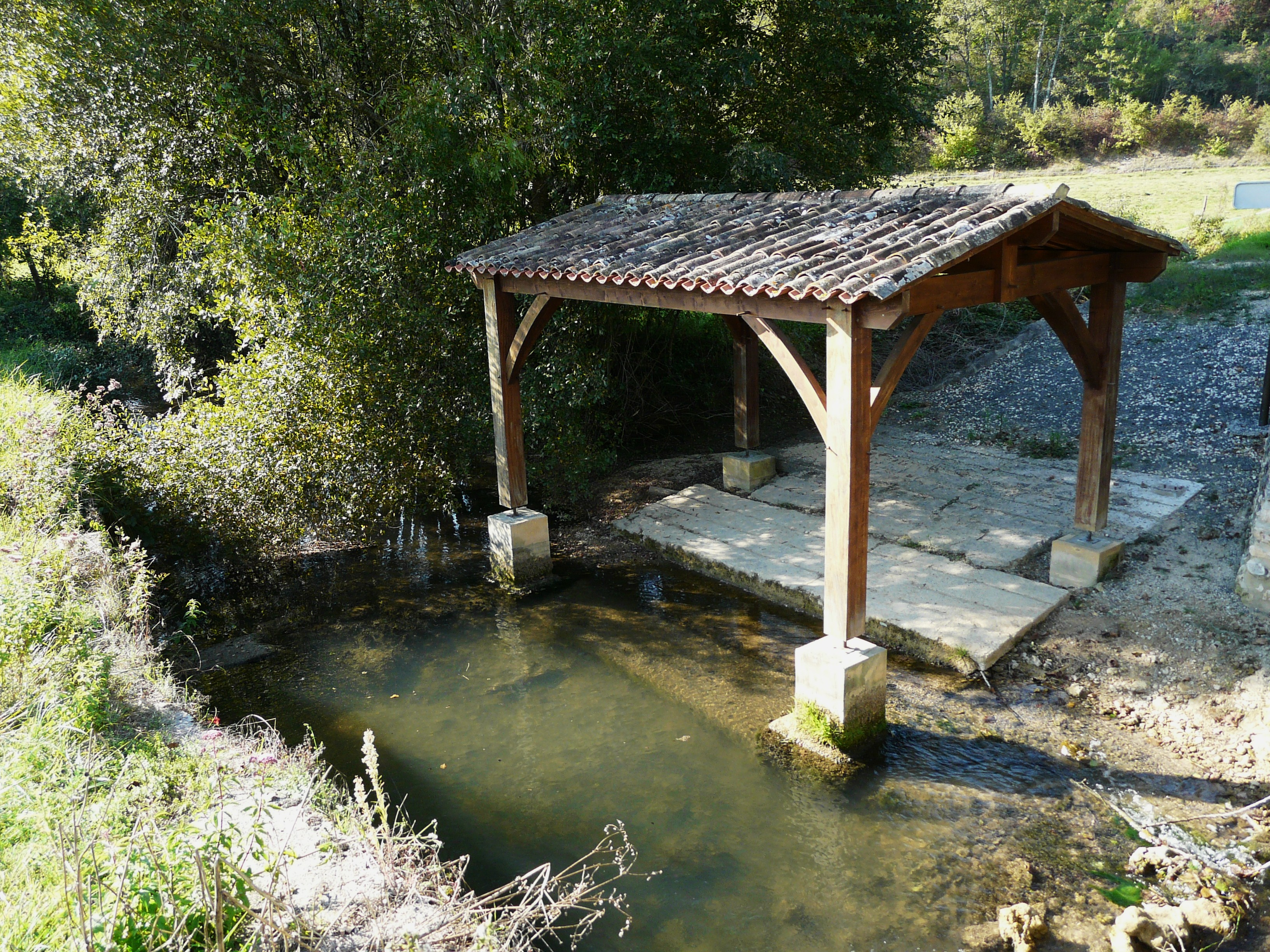
Le lavoir sur la Louyre.
Réseaux hydrographique et routier de Saint-Félix-de-Villadeix.

#### Gestion et qualité des eaux
Le territoire communal est couvert par le schéma d'aménagement et de gestion des eaux (SAGE) « Dordogne Atlantique ». Ce document de planification, dont le territoire correspond au sous‐bassin le plus aval du bassin versant de la Dordogne (aval de la confluence Dordogne - Vézère)., d'une superficie de 2 700 km2 est en cours d'élaboration. La structure porteuse de l'élaboration et de la mise en œuvre est l'établissement public territorial de bassin de la Dordogne (EPIDOR). Il définit sur son territoire les objectifs généraux d’utilisation, de mise en valeur et de protection quantitative et qualitative des ressources en eau superficielle et souterraine, en respect des objectifs de qualité définis dans le troisième SDAGE  du Bassin Adour-Garonne qui couvre la période 2022-2027, approuvé le 10 mars 2022.
La qualité des eaux de baignade et des cours d’eau peut être consultée sur un site dédié géré par les agences de l’eau et l’Agence française pour la biodiversité.

### Climat
Pour des articles plus généraux, voir Climat de la Nouvelle-Aquitaine et Climat de la Dordogne.
Historiquement, la commune est exposée à un climat océanique aquitain.  
En 2020, Météo-France publie une typologie des climats de la France métropolitaine dans laquelle la commune est exposée à un climat océanique altéré et est dans la région climatique  Aquitaine, Gascogne, caractérisée par une pluviométrie abondante au printemps, modérée en automne, un faible ensoleillement au printemps, un été chaud (19,5 °C), des vents faibles, des brouillards fréquents en automne et en hiver et des orages fréquents en été (15 à 20 jours).
Pour la période 1971-2000, la température annuelle moyenne est de 12,5 °C, avec  une amplitude thermique annuelle de 15,1 °C. Le cumul annuel moyen de précipitations est de 891 mm, avec 12,1 jours de précipitations en janvier et 6,5 jours en juillet. Pour la période 1991-2020, la température moyenne annuelle observée sur la station météorologique la plus proche, située sur la commune de Bergerac à 18 km à vol d'oiseau, est de 13,2 °C et le cumul annuel moyen de précipitations est de 792,9 mm,. Pour l'avenir, les paramètres climatiques de la commune estimés pour 2050 selon différents scénarios d’émission de gaz à effet de serre sont consultables sur un site dédié publié par Météo-France en novembre 2022.

## Urbanisme

### Typologie
Au 1er janvier 2024, Saint-Félix-de-Villadeix est catégorisée commune rurale à habitat très dispersé, selon la nouvelle grille communale de densité à 7 niveaux définie par l'Insee en 2022.
Elle est située hors unité urbaine et hors attraction des villes,.

### Occupation des sols
En 2006, au niveau communal, les sols se répartissaient de la façon suivante : 52,9 % de territoires agricoles, 45,8 % de forêts ou de milieux semi-naturels et 1,2% de territoires artificialisés.

### Prévention des risques
Le territoire de la commune de Saint-Félix-de-Villadeix est vulnérable à différents aléas naturels : météorologiques (tempête, orage, neige, grand froid, canicule ou sécheresse), inondations, feux de forêts, mouvements de terrains et séisme (sismicité très faible). Il est également exposé à un risque technologique, et  le risque industriel. Un site publié par le BRGM permet d'évaluer simplement et rapidement les risques d'un bien localisé soit par son adresse soit par le numéro de sa parcelle.

#### Risques naturels
Certaines parties du territoire communal sont susceptibles d’être affectées par le risque d’inondation par débordement de cours d'eau, notamment le Caudeau et la Louyre. La commune a été reconnue en état de catastrophe naturelle au titre des dommages causés par les inondations et coulées de boue survenues en 1982 et 1999,. Le risque inondation est pris en compte dans l'aménagement du territoire de la commune par le biais du plan de prévention des risques inondation (PPRI) de la « vallée du Caudeau », couvrant 14 communes et approuvé le 11 septembre 2015, pour les crues du Caudeau,.
Saint-Félix-de-Villadeix est exposée au risque de feu de forêt. L’arrêté préfectoral du 14 mars 2013 fixe les conditions de pratique des incinérations et de brûlage dans un objectif de réduire le risque de départs d’incendie. À ce titre, des périodes sont déterminées : interdiction totale du 15 février au 15 mai et du 15 juin au 15 octobre, utilisation réglementée du 16 mai au 14 juin et du 16 octobre au 14 février. En septembre 2020, un plan inter-départemental de protection des forêts contre les incendies (PidPFCI) a été adopté pour la période 2019-2029,.

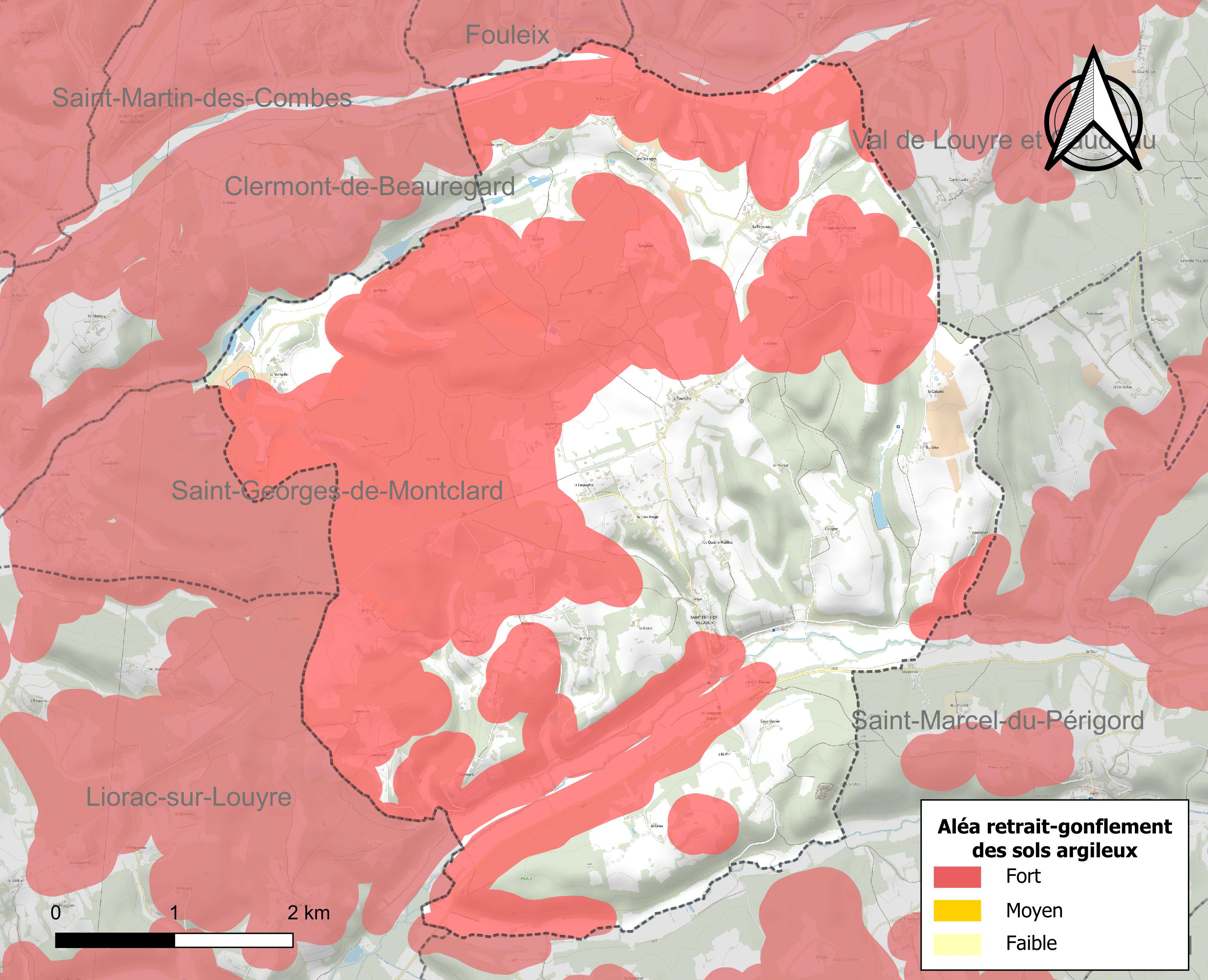
Carte des zones d'aléa retrait-gonflement des sols argileux de Saint-Félix-de-Villadeix.

Les mouvements de terrains susceptibles de se produire sur la commune sont des tassements différentiels. Le retrait-gonflement des sols argileux est susceptible d'engendrer des dommages importants aux bâtiments en cas d’alternance de périodes de sécheresse et de pluie. 57 % de la superficie communale est en aléa moyen ou fort (58,6 % au niveau départemental et 48,5 % au niveau national métropolitain). Depuis le 1er octobre 2020, en application de la loi ÉLAN, différentes contraintes s'imposent aux vendeurs, maîtres d'ouvrages ou constructeurs de biens situés dans une zone classée en aléa moyen ou fort,.
La commune a été reconnue en état de catastrophe naturelle au titre des dommages causés par la sécheresse en 2011 et par des mouvements de terrain en 1999.

#### Risque technologique
La commune est exposée au risque industriel du fait de la présence sur son territoire d'une entreprise soumise à la directive européenne SEVESO, classée seuil bas : Aquitab SAS, dont l’activité de fabrication de pastilles de chloration pour piscine est soumise à autorisation du fait de l’utilisation de produits toxiques et de substances comburantes, susceptibles de produire desdégagements de vapeurs toxiques

## Toponymie
En occitan la commune se nomme Sent Feliç de Viladés.

## Histoire
À la suite de découvertes répétées de tessons de poteries, de verre, de monnaies et de clous forgés, par un agriculteur après les labours, l'archéologue Christian Chevillot, avisé en 2014, confirme après des fouilles, que le site était une agglomération du IIIe siècle av. J.-C. qui s'étendait sur 20 à 30 hectares,. La présence d'une voie gauloise et les tessons d'un masque étrusque de Silène, découvert à l’emplacement d'un sanctuaire, attestent de l'ampleur possible des échanges dès cette époque. La campagne de fouilles débutée en 2020 a permis de révéler que cette agglomération a été, du IIIe siècle av. J.-C. au Ier siècle apr. J.-C., successivement gauloise puis gallo-romaine, avec la présence d'un sanctuaire gaulois et d'un temple romain.
La commune porta, au cours de la période révolutionnaire de la Convention nationale (1792-1795), le nom de Félix Viladeix.

## Politique et administration

### Rattachements administratifs
La commune de Saint-Félix-de-Villadeix a, dès 1790, été rattachée au canton de Liorac qui dépendait du district de Bergerac. En 1800, le canton de Liorac est supprimé, de même que les districts, et la commune est rattachée au canton de Lalinde dépendant de l'arrondissement de Bergerac.

### Intercommunalité
En 2002, Saint-Félix-de-Villadeix intègre la communauté de communes Entre Dordogne et Louyre. Cette structure intercommunale fusionne avec quatre autres pour former au 1er janvier 2013 la communauté de communes des Bastides Dordogne-Périgord.

### Administration municipale
La population de la commune étant comprise entre 100 et 499 habitants au recensement de 2017, onze conseillers municipaux ont été élus en 2020,.

### Liste des maires
| Période                                  | Période        | Identité            | Étiquette | Qualité  |
| ---------------------------------------- | -------------- | ------------------- | --------- | -------- |
| Les données manquantes sont à compléter. |                |                     |           |          |
|                                          |                |                     |           |          |
| août 1990                                | mars 2014      | Guy Rabier-Marty    | SE        | Retraité |
| mars 2014                                | mai 2020       | Philippe Gondonneau |           |          |
| mai 2020                                 | septembre 2022 | Arnaud Bourgeois    |           |          |
| septembre 2022                           | En cours       | Carole Alary        |           |          |

## Équipements et services publics

### Justice
Dans le domaine judiciaire, Saint-Félix-de-Villadeix relève : 
- du tribunal judiciaire, du tribunal pour enfants, du conseil de prud'hommes et du tribunal de commerce de Bergerac ;
- du pôle Nationalité du tribunal judiciaire de Périgueux (compétent uniquement dans le domaine de la nationalité) ;
- de la cour d'appel, du tribunal administratif et de la  cour administrative d'appel de Bordeaux.

### Santé
En avril 2024, la forêt de Petra Alta a été labellisée « Tourisme et Handicap » pour la création de deux parcours, l'un de 450 mètres, avec cinq agrès, adapté aux quatre types de handicap et l'autre de 850 mètres avec dix agrès, « spécialement conçu pour les personnes en situation de handicap auditif, mental et visuel ».

## Population et société

### Démographie
Les habitants de Saint-Félix-de-Villadeix se nomment les Saint-Féliciens.
L'évolution du nombre d'habitants est connue à travers les recensements de la population effectués dans la commune depuis 1793. Pour les communes de moins de 10 000 habitants, une enquête de recensement portant sur toute la population est réalisée tous les cinq ans, les populations de référence des années intermédiaires étant quant à elles estimées par interpolation ou extrapolation. Pour la commune, le premier recensement exhaustif entrant dans le cadre du nouveau dispositif a été réalisé en 2007.

En 2022, la commune comptait 319 habitants, en évolution de +2,24 % par rapport à 2016 (Dordogne : +0,37 %, France hors Mayotte : +2,11 %).
| 1793 | 1800 | 1806 | 1821 | 1831 | 1836 | 1841 | 1846 | 1851 |
| ---- | ---- | ---- | ---- | ---- | ---- | ---- | ---- | ---- |
| 774  | 581  | 525  | 620  | 645  | 733  | 730  | 789  | 745  |

| 1856 | 1861 | 1866 | 1872 | 1876 | 1881 | 1886 | 1891 | 1896 |
| ---- | ---- | ---- | ---- | ---- | ---- | ---- | ---- | ---- |
| 739  | 683  | 662  | 599  | 597  | 578  | 588  | 559  | 539  |

| 1901 | 1906 | 1911 | 1921 | 1926 | 1931 | 1936 | 1946 | 1954 |
| ---- | ---- | ---- | ---- | ---- | ---- | ---- | ---- | ---- |
| 527  | 521  | 504  | 357  | 322  | 324  | 327  | 315  | 272  |

| 1962 | 1968 | 1975 | 1982 | 1990 | 1999 | 2006 | 2007 | 2012 |
| ---- | ---- | ---- | ---- | ---- | ---- | ---- | ---- | ---- |
| 280  | 233  | 245  | 266  | 286  | 286  | 305  | 308  | 298  |

| 2017 | 2022 | - | - | - | - | - | - | - |
| ---- | ---- | - | - | - | - | - | - | - |
| 327  | 319  | - | - | - | - | - | - | - |

### Sports et loisirs
En mars ou avril, le lundi de Pâques, « randonnée des Coteaux de la voie romaine » en marche (sur 8, 13 ou 20 km), VTT (sur 8, 13, 25, 35, 45 ou 53 km) ou trail  (parcours libre de 13 à 20 km) (30e édition en 2024). L'édition 2024 a attiré 570 traileurs et marcheurs et 220 vététistes

## Économie

### Emploi
En 2015, parmi la population communale comprise entre 15 et 64 ans, les actifs représentent 119 personnes, soit 40,1 % de la population municipale. Le nombre de chômeurs (seize) a augmenté par rapport à 2010 (quatorze) et le taux de chômage de cette population active s'établit à 13,5 %.

### Établissements
Au 31 décembre 2015, la commune compte trente-quatre établissements, dont douze dans l'agriculture, la sylviculture ou la pêche, neuf au niveau des commerces, transports ou services, six relatifs au secteur administratif, à l'enseignement, à la santé ou à l'action sociale, quatre dans la construction, et trois dans l'industrie.

## Culture locale et patrimoine

### Lieux et monuments
- Motte féodale de La Palue.
- Souterrain du Tertre du Pigeon. Sous le promontoire qui a servi d'oppidum on recense un souterrain de type classique en Périgord[66].
- Église Saint-Félix, romane du XIIe siècle, retouchée au XXe siècle.
- Chapelle Saint-Nicolas, XVe siècle, dans le cimetière.
- Chapelle des Frères de Saint-Gabriel de Lapeyrouse, ou La Peyrouse, édifiée en 1888 en style néo-roman par Alexandre Antoine Lambert, adjoint de Paul Abadie qui rénove la cathédrale Saint-Front de Périgueux[67] ; c'est une reproduction miniature de cette cathédrale[68].
- Pigeonnier de Lavernelle.

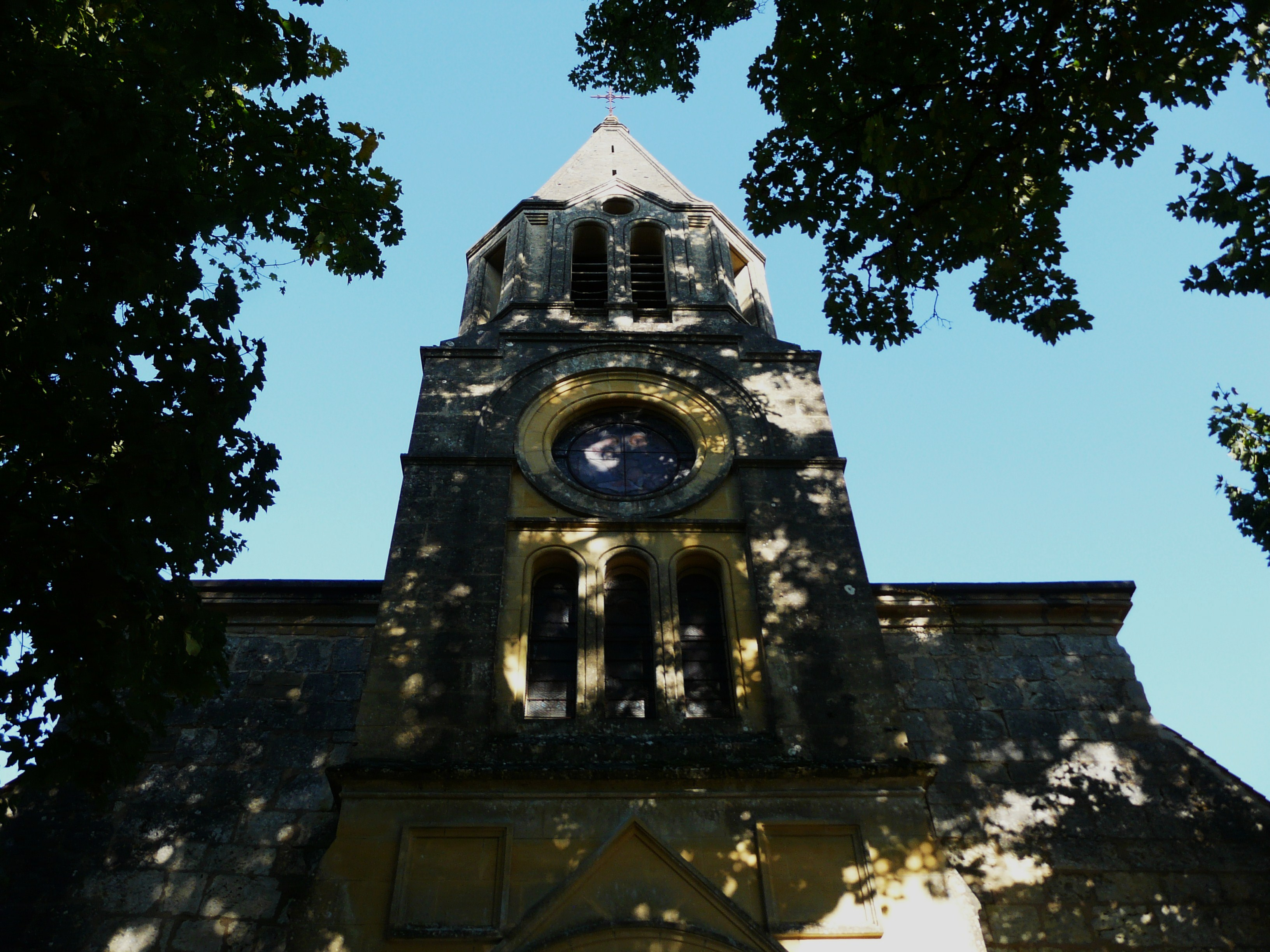
Le clocher de l'église Saint-Félix.
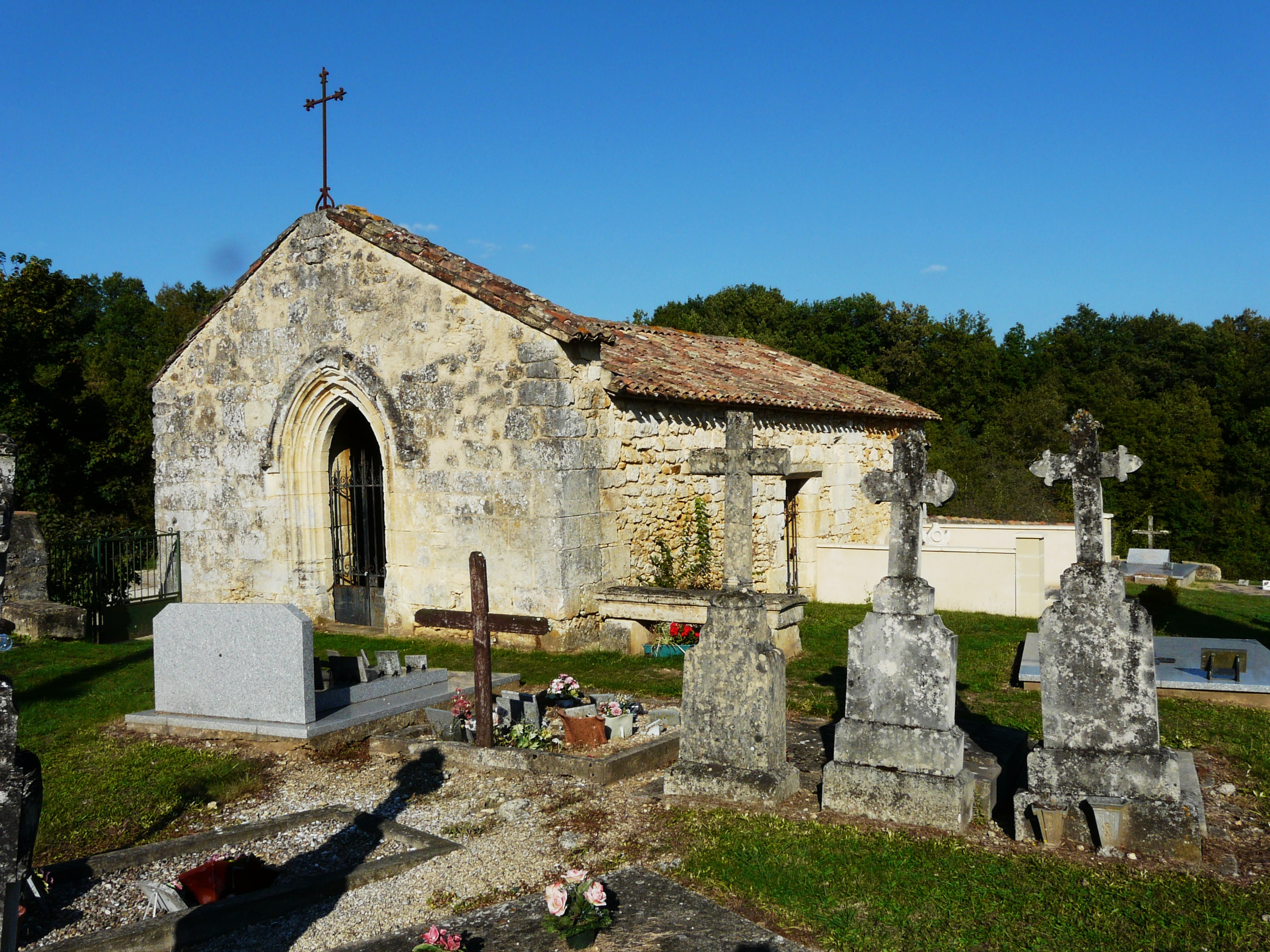
La chapelle Saint-Nicolas dans le cimetière.
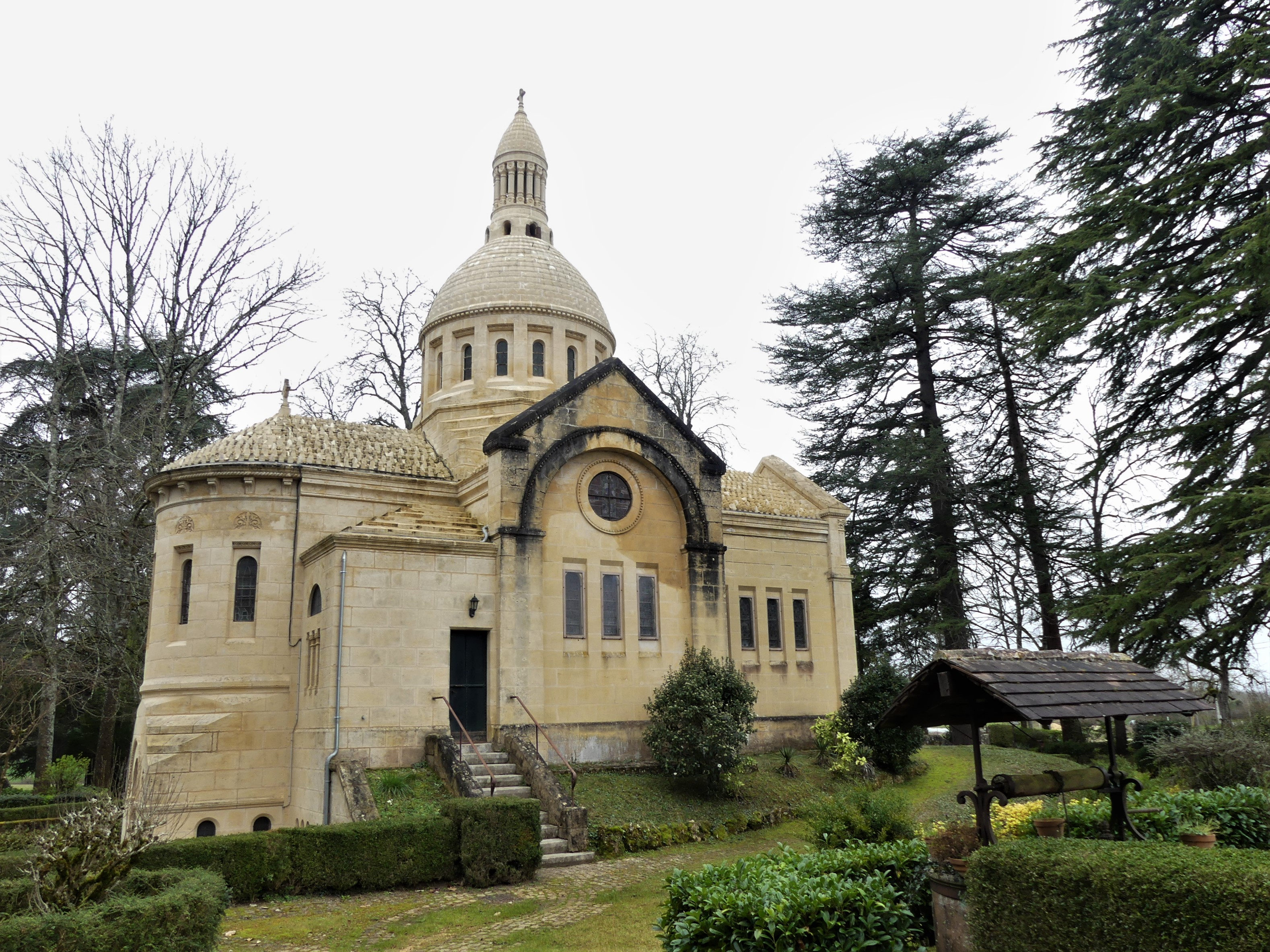
La chapelle de Lapeyrouse.
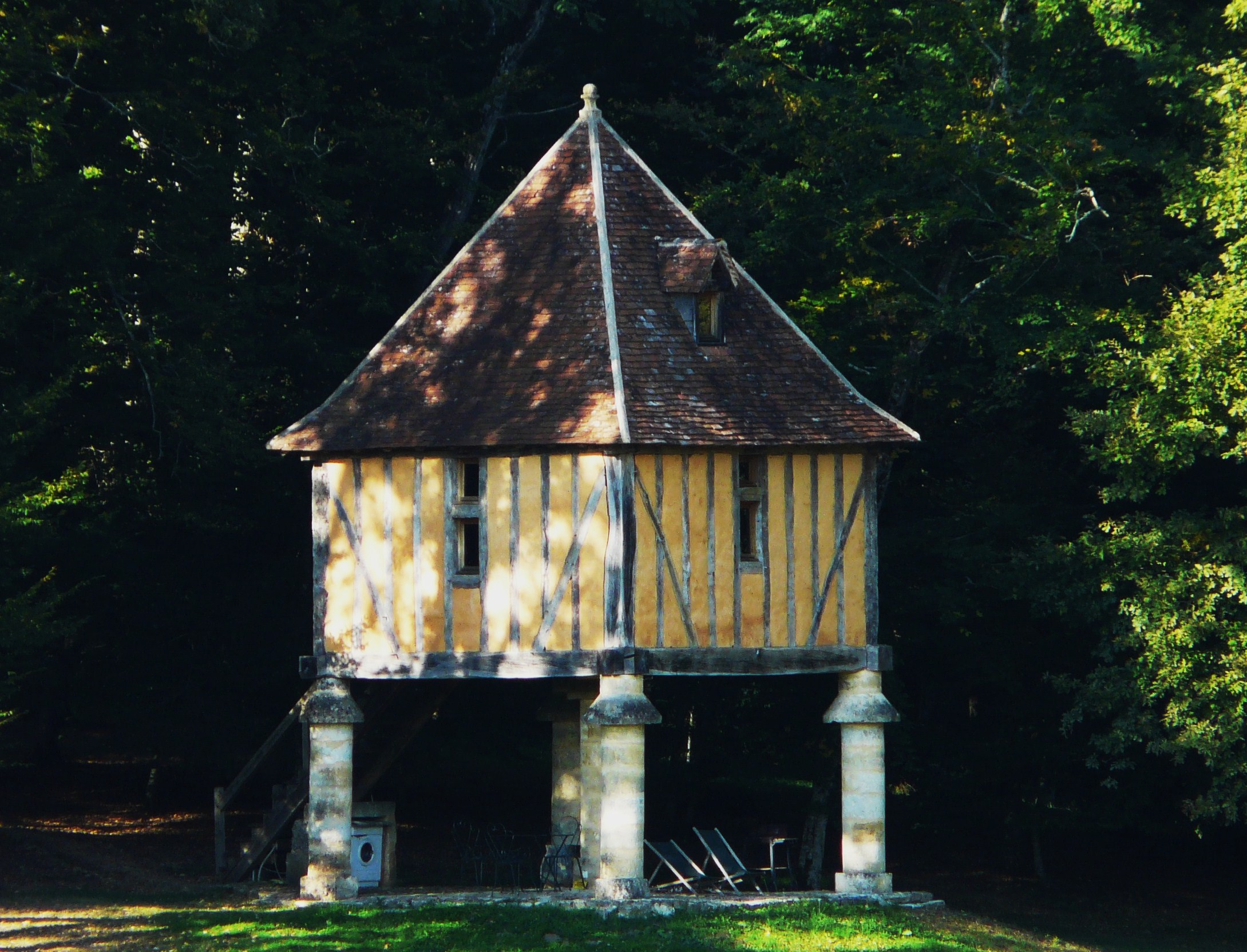
Le pigeonnier de Lavernelle.

### Héraldique
| Blason de Saint-Félix-de-Villadeix | Blason  | Écartelé au 1) de gueules aux trois lionceaux d’or, au 2) d’or aux trois arbres arrachés au naturel, au 3) d’or à la charrue de sable, au 4) de gueules au crosseron contourné d’or. |
| Blason de Saint-Félix-de-Villadeix | Détails | Le statut officiel du blason reste à déterminer. |

## Pour approfondir